# پرتره لورنزو کیبو
پرتره لورنزو کیبو (به ایتالیایی: Ritratto di Lorenzo Cybo)، اثر نقاش شیوه گرای ایتالیایی قرون وسطی جیرولامو فرانچسکو ماریا ماتزولا معروف به پارمیجانینو است. وی این تابلو را در ۱۵۲۴ میلادی خلق نموده‌است.
تابلوی مذکور هم‌اکنون در موزه ای در شهر کپنهاگ، پایتخت دانمارک نگهداری می‌گردد. این اثر به با ابعاد ۱۲۶ در ۱۰۴ سانتی‌متر و به صورت رنگ روغن کار شده‌است.